# Базилика Святой Иустины
Базилика Санта-Джустина (итал. La Basilica abbaziale di Santa Giustina; вен. Baxéłega de Santa Justina — Базилика аббатства Святой Иустины) — католическая церковь в городе Падуя, регион Венето, Италия. Памятник истории и культуры. Расположена в юго-восточной части площади Прато-делла-Валле.
Монастырь построен в VI веке, но нынешний облик церкви сложился в результате реконструкции XVII века. Церковь посвящена Иустины Падуанской и другим христианским мученикам Падуи IV века. До 1000 года присоединенный монастырь и церковь были местом поклонения сначала под властью епископа, а затем переданы общине монахов-бенедиктинцев. Впоследствии церковь неоднократно перестраивалась, возведение ныне существующего здания базилики было начато в 1530-х годах и завершено в начале XVII века. В настоящее время базилика и аббатство имеют государственный статус национального памятника и действуют под руководством Суперинтенданта памятников и гражданского наследия.

## История
Первая христианская церковь на этом месте была построена в 520-х годах префектом остготского претория Италии Венантием Опилионе на месте гробницы святой Иустины (Джустины) Падуанской, замученной в 304 году. Базилика вначале была посвящена святому Просдокиму. В 971 году епископ Падуи передал общину под власть устава святого Бенедикта. 2 августа 1052 года рабочие предположительно эксгумировали останки различных святых, включая Максима Исповедника, Фелицитас Падуанскую, Юлиана Госпитальера и даже некоторых, идентифицированных как святые невинные. В 1110 году аббатство было разграблено войсками будущего императора Священной Римской империи Генриха V во время его вторжения в Ломбардию, чтобы наказать монахов за их преданность папе Пасхалию II. В 1117 году комплекс был опустошён мощным землетрясением в Вероне. После того, как базилика и монастырь были восстановлены, раскопки возобновились, и в 1174 году были обнаружены останки покровительницы аббатства, а в 1177 году некоторые останки, приписываемые святому Луке Евангелисту.
В период упадка монастыря к 1370-м годам община сократилась до трёх монахов. Однако аббатство достигло апогея своего влияния под руководством Людовико Барбо, который, несмотря на то, что был каноником, а не монахом, был назначен епископом-настоятелем, дабы провести реформу монашеской жизни в аббатстве. Он добился успеха, и аббатство стало центром Конгрегации Санта-Джустина, которая распространилась на монастыри по всей Европе. Аббатство развивало связи с центрами обучения по всему континенту. В 1504 году аббатство Монте-Кассино было подчинено Санта-Джустина в Падуе, и вместе они стали известны как Конгрегация Кассинезе (la Congregazione cassinese).
Огромная стройка, с многими препятствиями, продолжалась более века — в Падуе до сих пор говорят «te si longo Come Ɨa Fabrica de Santa Giustina» (ты такой медлительный, как стройка Санта-Джустины). Тем не менее, базилика была торжественно освящена 14 марта 1606 года. В 1797 году, во время наполеоновской оккупации Италии монастырская община была закрыта. Произведения искусства и наиболее ценные коллекции аббатской библиотеки были отправлены в Париж. Монахи были изгнаны, а здания и имущество в 1810 году были распроданы. Алтарь Святого Луки переместили в Академию Брера. Базилика оставалась неофициальной в течение двух лет, с 1810 по 1812 год, пока епископ Франческо Сципионе Донди далль’Оролоджио, чтобы избежать её сноса, не избрал её приходом, управляемым светскими священниками. Соседний монастырь стал военным госпиталем, а затем казармой.
Здания были возвращены Католической церкви в 1917 году, и папа Бенедикт XV восстановил аббатство со всеми древними правами и привилегиями. Он поместил его в подчинение аббатства Пралья в близлежащем Теоло, которое отправило монахов возобновить там монашескую жизнь. 1 ноября 1942 года община была объявлена автономным монастырем, с собственным настоятелем с 22 января 1943 года.
В Падве есть другой костел во имя святыя мученицы Иустины, которой и восточная церковь празднует сентября в 2-й день купно с Киприаном, прежде бывшим волхвом. Та церковь зело велика, длиною будет трёхаршинных 70 сажен, а шириною трёхаршинных 40, зделана на крестовидном фундаменте, имеет на себе 5 глав великих. В той церкве зделан пол из розных цветов мраморов удивителным мастерством, около престолов и по стенам зело удивителной работы из розных цветов аспидов, также из алебастру много; столпов мраморовых и алебастровых в том костеле множество, и иных изрядных фигур, зделанных из алебастру в той церкве пречудным мастерством множество.
Тело святыя мученицы Иустины в том костеле лежит под престолом, а видимо быть не может. В том костеле показывали нам место, зделано тесно зело под костелным помостом; против того — другое место, также тесное зело. А сказывали мне, что в тех местах в древние лета были человек мужеска полу да девица, труждалися Христа ради. И ежели то истинна, что в тех местех жили те два человека, и тому зело почудитися мощно, потому что те оба месты зделаны таковы тесны, что человеку там на ногах стоять просто невозможно, толко всегда стоять на коленех; к тому ж ещё в тех местах такая темнота, что ниоткуды ни малаго свету там нет. В том же костеле зделано в одном месте из аспиднаго камени подобно тому, как обычай есть в Венецы делать над колодезями водными, и в средине того помяненнаго аспиднаго камени положена железная решетка. И скрозь тое решетки как опустят в глубокость прут железной, прилепивши к нему возженную восковую свечу, и в той глубокости видятся множество костей человеческих. А сказывают, что те кости суть святых мучеников, а имян тем святым мученикам за продолжением лет не знают, однако ж почитают те мощи за святыню.
В той же церкви есть у олтаря на левой стороне в стене высоко на хорах арганы, которых подобных, сказывают, нигде не обретается. И для меня на тех арганех во время бытности моей в той церкве играли. В тех органех удивително, что пребезмерно громогласны, и кажется так от голосов тех арган, якобы всей церкви потрясатися. На тех арганех зделана звезда золоченая, которая во время играния на тех арганех блескает, преходя по трубам тех арганов; потом в тех арганех свищет подобно птице, канарейке или соловью; потом в тех арганех, когда отопрет все голосы и трубы, тогда не останется ни один инструмент ото всей музыки, которой бы в тех арганех не отзывался игранием: вначале арганы, цимбалы, скрипицы, басы, шторты, арфы, флейты, вилиочамбы, цытры, трубы, литавры и иные всякие мусикийские инструменты; когда закроет многие голосы, тогда на тех арганех будут отзываться трубы власно, как трубят трубачи на двойных на перекличках, якобы одни издалека, а другие изблиска; и иные многие штуки есть в тех арганех, которых ныне для умедления описывать подробно оставляю.
При том костеле живут доминикане, имеют себе кельи дивнаго изряднаго строения и между келей имеют предивные огородки, в которых разных трав, и цветов, и зелей всяких имеют множество. Под кельями их построены изрядные и зело великие погребы, в которых мне показывали множество великих бочек, наполненных виноградными вины, белыми и красными. В том их монастыре видел я аптеку изрядную, в которой есть многие лекарства. В той же аптеке видел я воду, которая устроением дохтурским проходит скрозь пять чаш каменных; и пил я тое воду за потчиванием дохтурским, которой мне сказывал, что та вода зело ко здравию человеческому потребна; и видом та вода пребезмерно светла.

## Архитектура
Огромная базилика с восемью, крытыми свинцом, куполами построена в типично падуанском стиле с элементами восточного, византийского влияния. Она имеет план в виде латинского креста с главной осью с востока на запад. При длине 118,5 метров и ширине 82 метра базилика Санта-Джустина является седьмой по величине в Италии. Фасад церкви подчёркивается простором Прато-делла-Валле, к которому он обращён. Центральный купол с фонарём имеет высоту почти 70 метров и увенчан статуей из меди, изображающей Святую Иустину, высотой около 5 метров.
Внутри церкви имеются капеллы. Пресбитерий с хором фланкируют две больших капеллы святых Луки и Матфея, которые образуют трансепты. Каждая имеет полукруглую апсиду и, в свою очередь, окружена двумя капеллами. В каждом проходе есть по шесть малых приделов, квадратных в плане. 26 колонн поддерживают купола крыши, каждый купол установлен прямо на цилиндрических сводах.
Пол базилики выложен между 1608 и 1615 годами по геометрическому узору жёлтым, белым и красным мрамором. Имеется много фрагментов греческого мрамора из ранней церкви.
Высокий алтарь украшен «флорентийской» мозаикой из мрамора с кусочками перламутра, коралла, лазурита, сердолика, жемчуга и других драгоценных материалов. Тонкая работа была выполнена между 1637 и 1643 годами Пьетро Паоло Корбарелли по проекту Джованни Баттисты Нигетти, брата знаменитого Маттео Нигетти. 7 октября 1627 года с большими торжествами мощи Святой Иустины были помещены под алтарь. Алтарная картина «Мученичество святой Иустины» написана Паоло Веронезе в 1576 году.

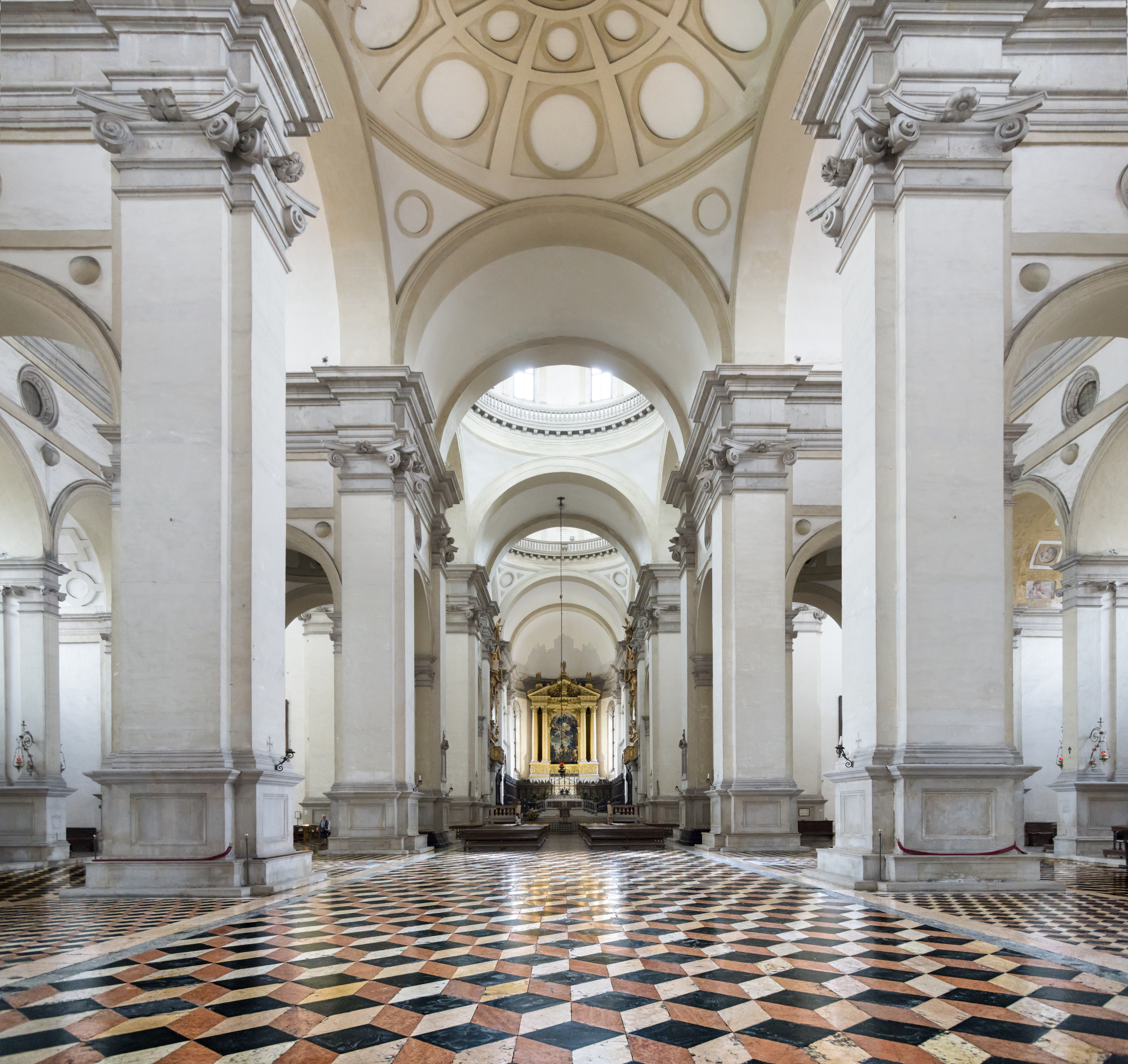
Интерьер базилики. Главный неф
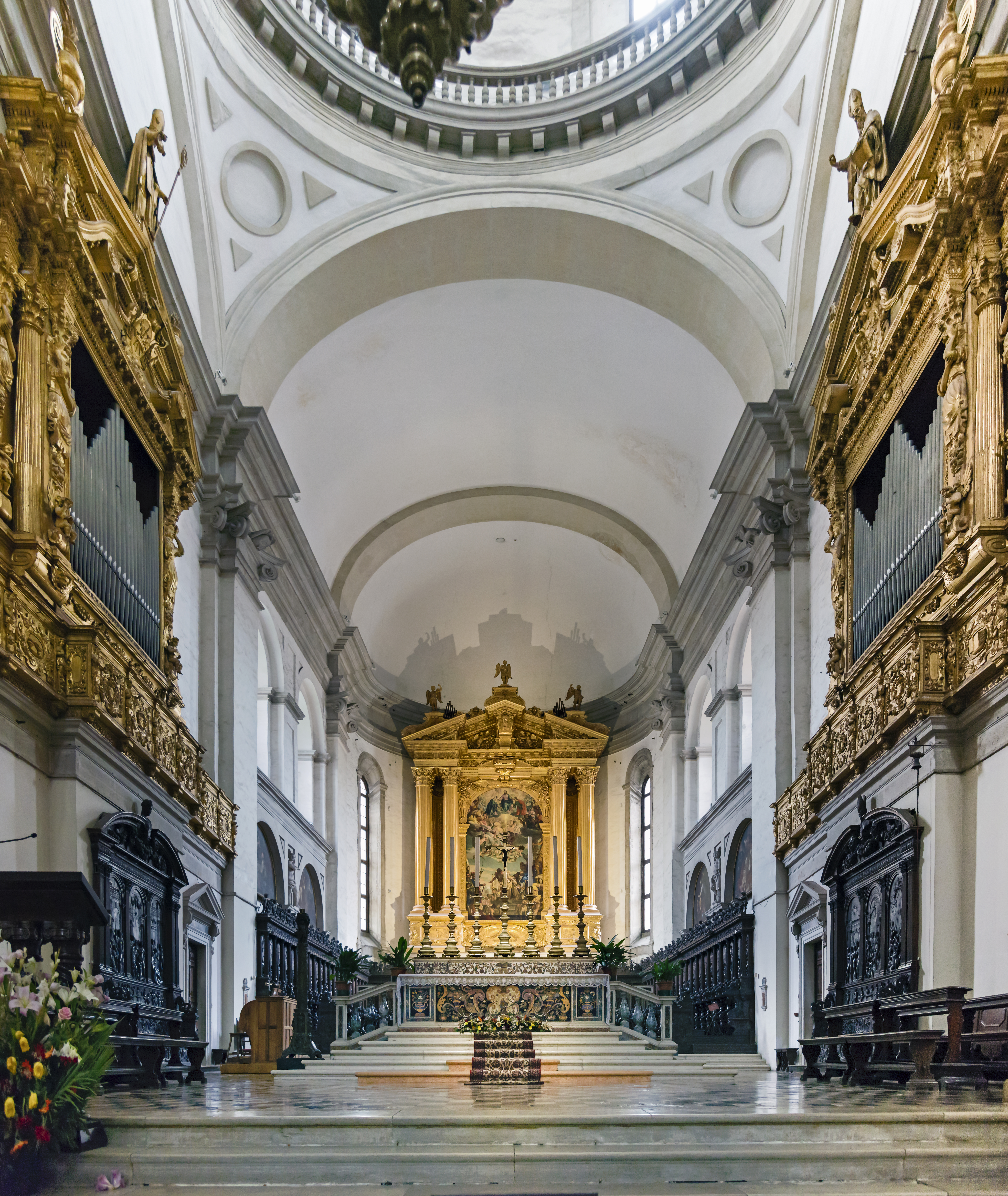
Хор и пресбитерий
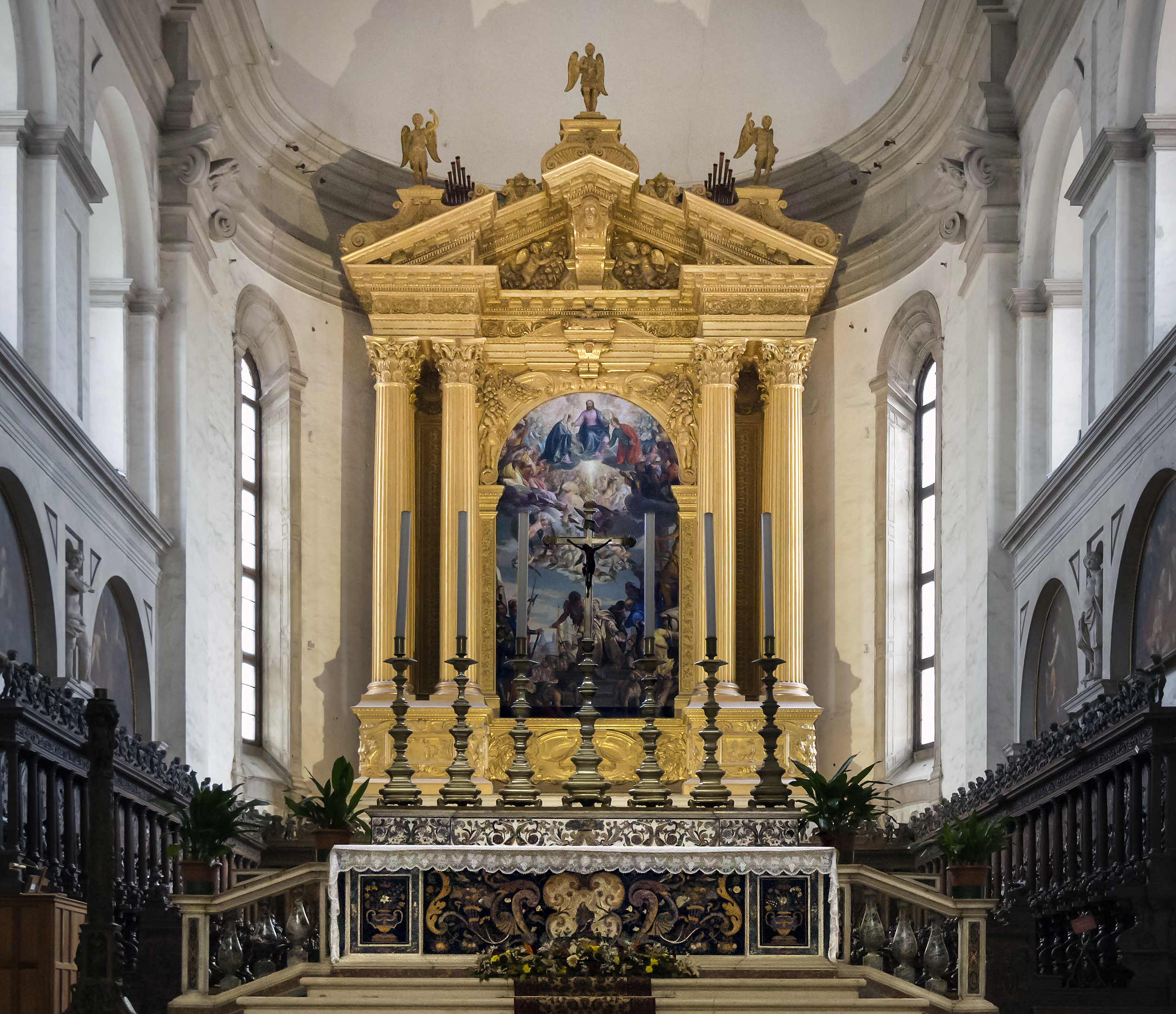
Главный алтарь
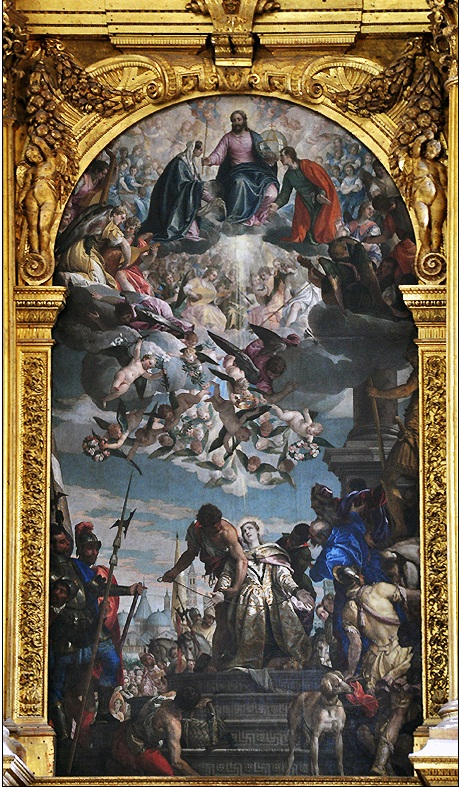
П. Веронезе. Мученичество святой Иустины. 1576. Холст, масло
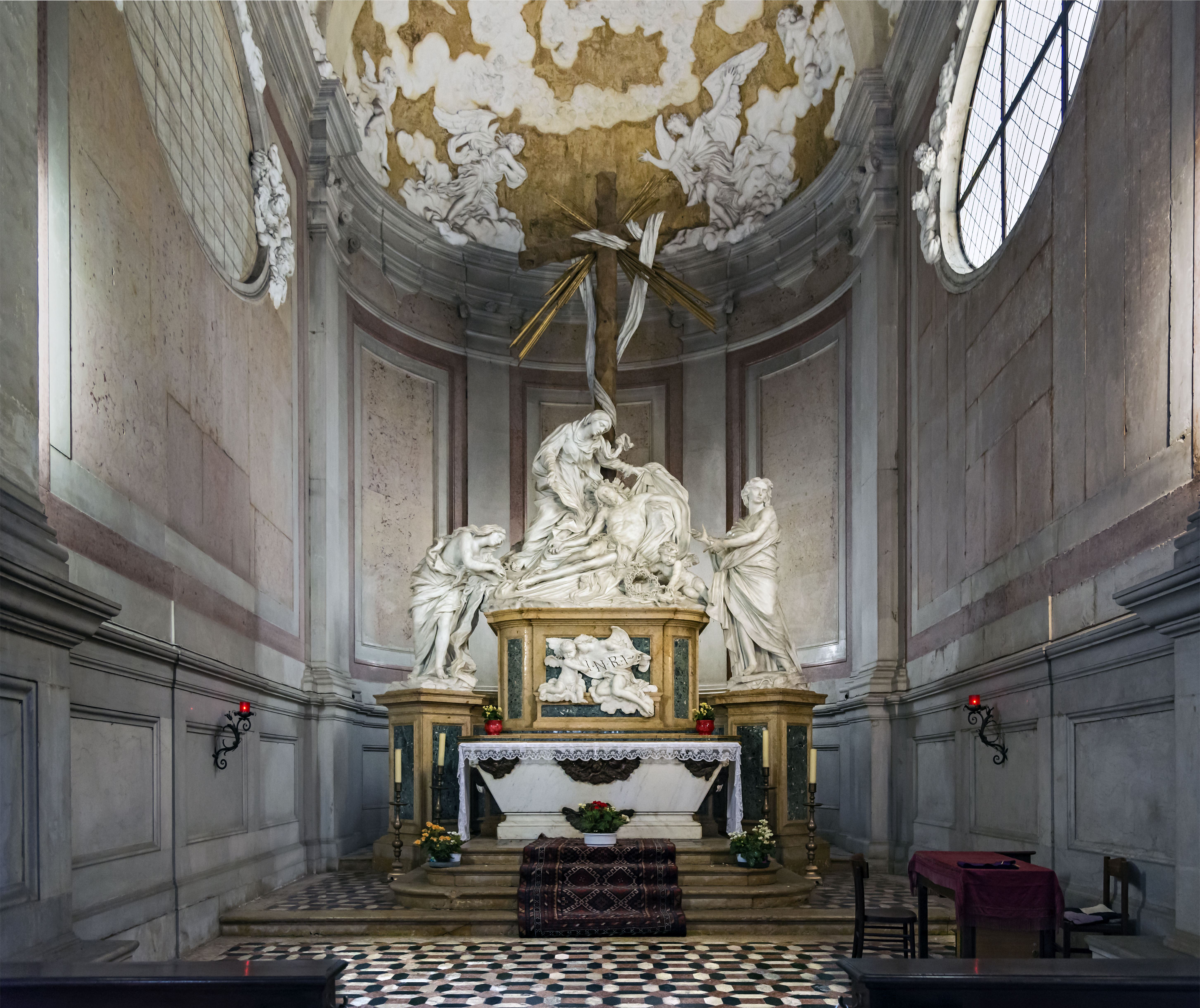
Капелла Пьеты
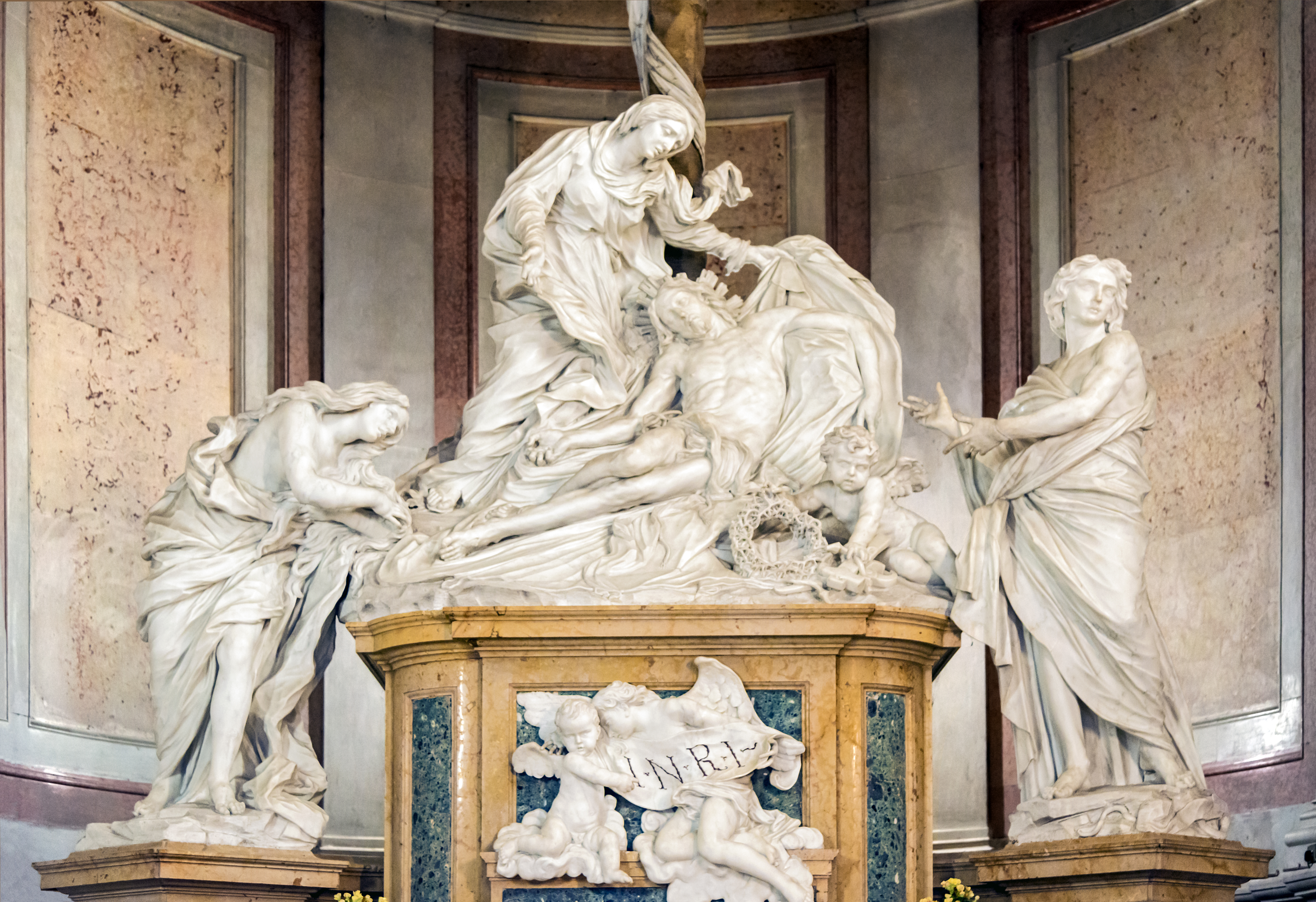
Ф. Пароди. Скульптурный алтарь капеллы. 1689

Капелла Пьеты — произведение генуэзского художника Филиппо Пароди (1689), который создал общий проект и скульптурное оформление капеллы, включая потолок, украшенный лепниной. В центре находится мраморная скульптурная группа «Пьета» с фигурами Марии Магдалины и апостола Иоанна.
В капелле Святого Массимо (Максима), епископа Падуанского (Cappella di san Massimo Vescovo di Padova) имеются две больших алтарных картины: «Миссия апостолов» (1631) Джованни Баттисты Биссони и «Мученичество святых Космы и Дамиана» (1718) Антонио Балестры. Под картинами находятся исповедальни и кафедра семнадцатого века. Внизу — памятник из греческого и африканского мрамора, где находится ковчег с останками второго епископа Падуи, святого Максима. Группа статуй: святой Максим, ангелы, держащие регалии епископа, и святого Иакова — работа Микеле Фабриса (1681), а статуя Святого Варфоломея — работа Бернардо Фалькони (1682). Алтарь с инкрустацией из полихромного камня — произведение семьи Корбарелли.
В правом трансепте церкви имеется вход в «Коридор мучеников» (Il Corridoio dei Martiri), построенный в 1564 году на руинах древней аббатской церкви. В центре находится Колодец Мучеников, созданный по приказу аббата Анджело Сангрино в 1565 году над средневековым колодцем, который находился в середине нефа первоначальной базилики. Сквозь решётку можно увидеть внизу кости мучеников эпохи Диоклетиана, обнаруженные здесь в 1269 году.
За «Коридором мучеников» следует святилище Просдокима Падуанского. Это одно из старейших сооружений в Венето, оно датируется VI веком.
В других приделах храма находятся многие другие произведения выдающихся художников региона Венето. В капелле Святой Схоластики (Cappella di santa Scolastica) имеется алтарная картина изображающая «Смерть святой Схоластики», написана Лукой Джордано в 1674 году.
В капелле Святой Гетруды помещена алтарная картина Пьетро Либери «Экстаз святой Гертруды». Алтарный образ «Капеллы обращения святого Павла» приписывается Паоло Веронезе в сотрудничестве с учениками, он представляет «Обращение Святого Павла». На левой стене холст в люнете представляет тот же сюжет, работа Гаспарo Дициани, которая ранее находилась в церкви Святой Терезы.
В Капелле Святого Луки ранее находился знаменитый полиптих работы Андреа Мантеньи. Алтарь, украденный из города во время наполеоновской оккупации, ныне хранится в Пинакотека Брера в Милане.

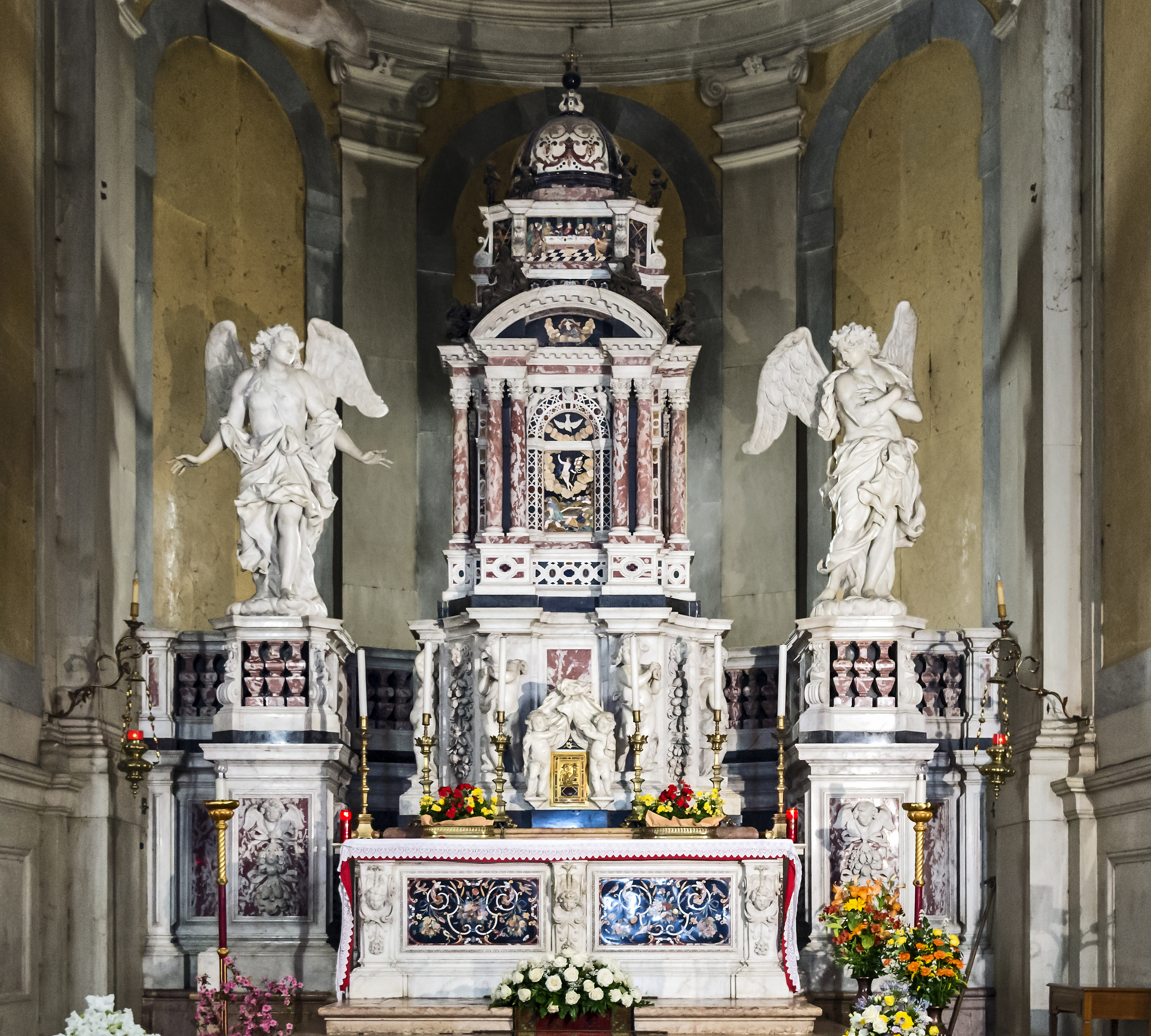
Капелла Святого Причастия. Алтарь
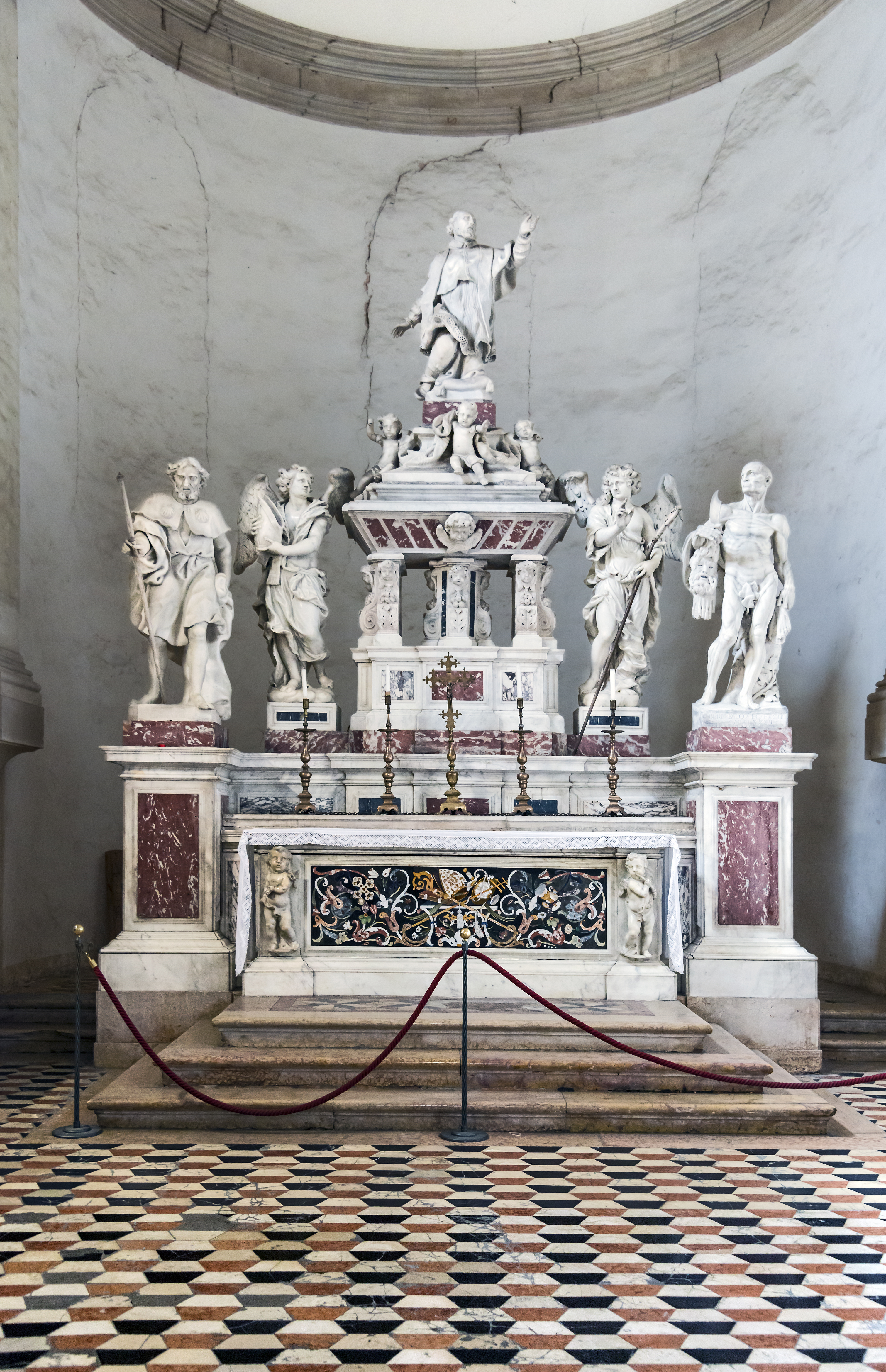
Капелла Святого Массимо Падуанского
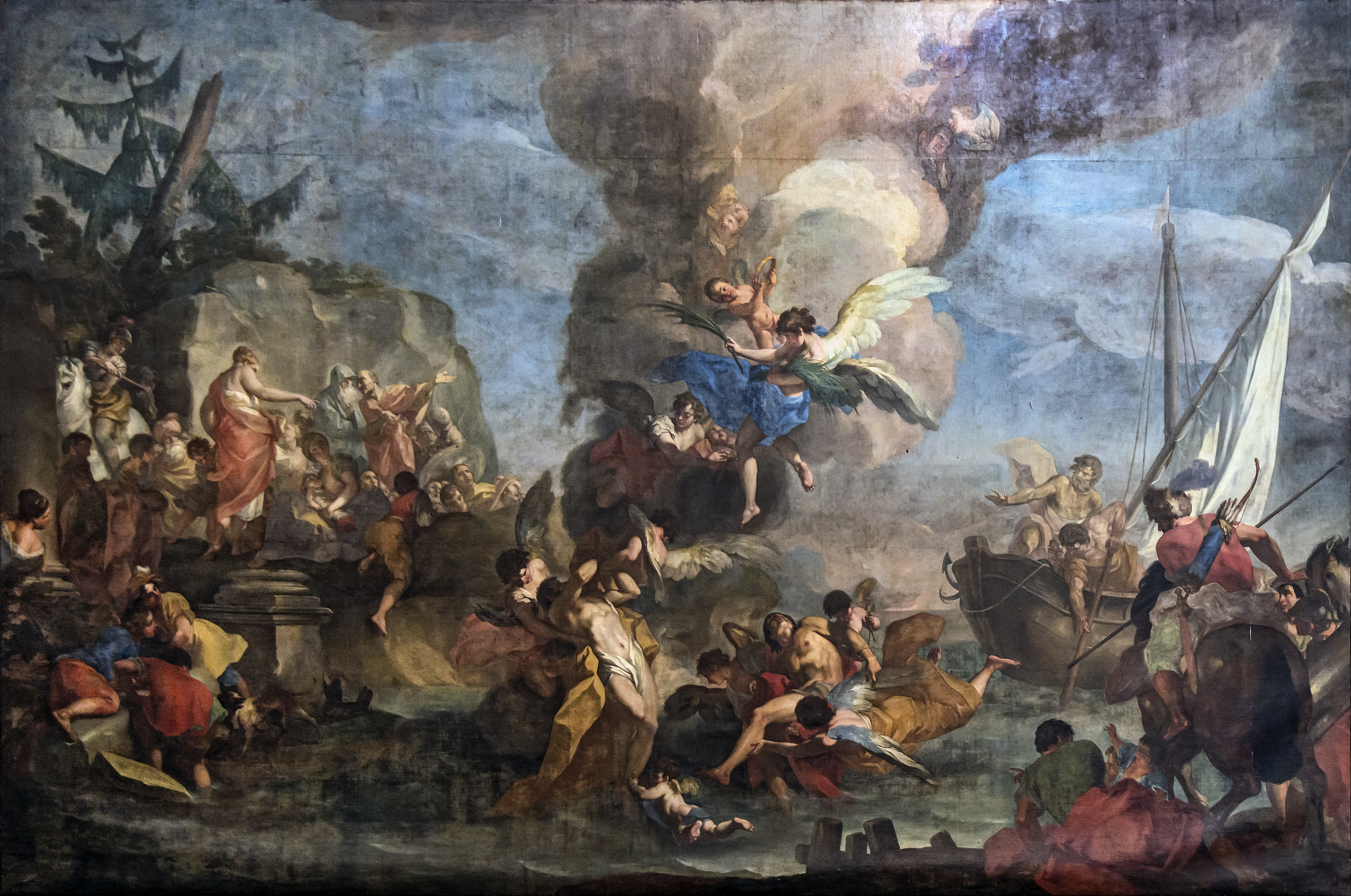
А. Балестра. Мученичество святых Космы и Дамиана. 1718.
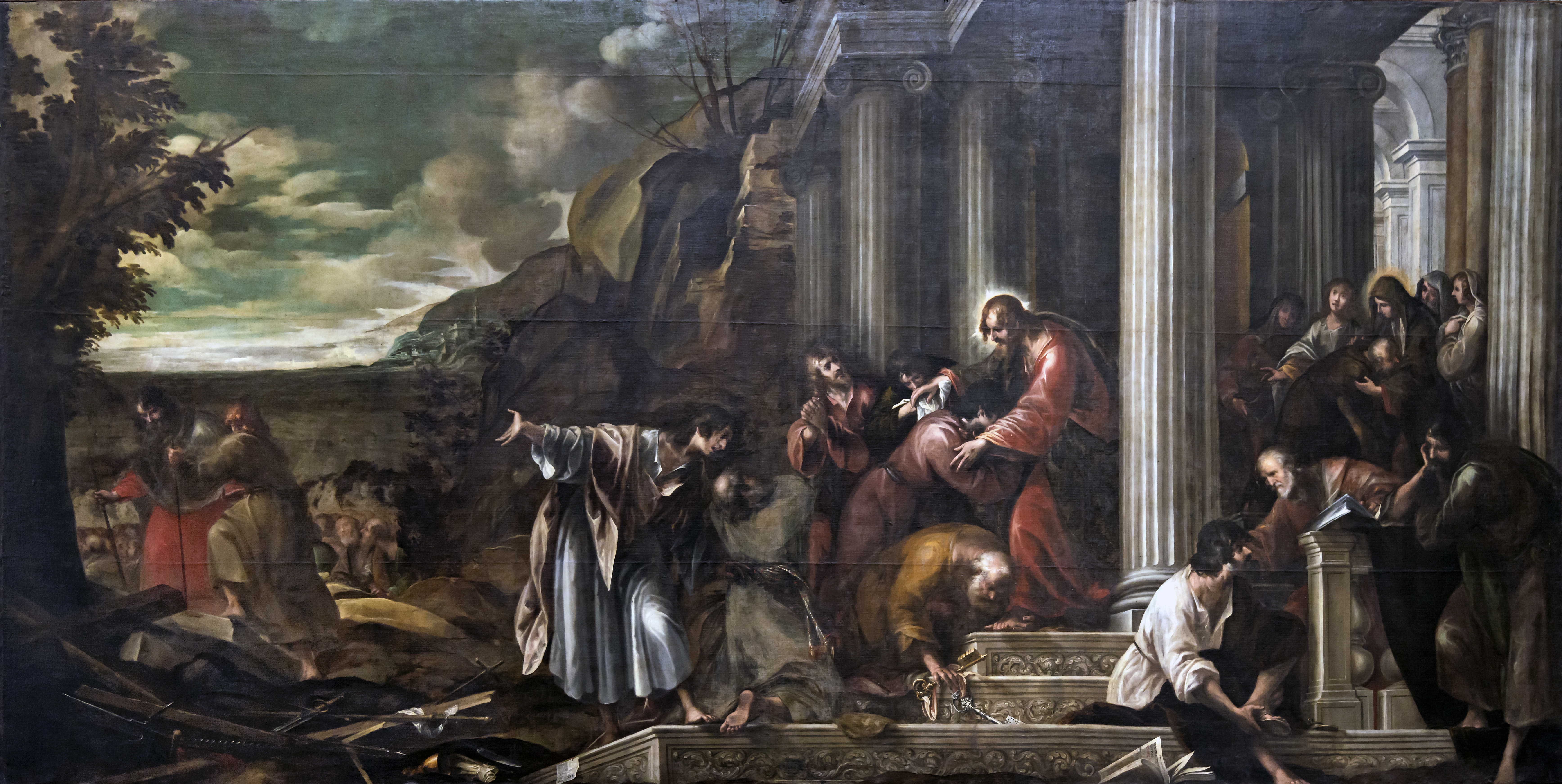
Дж. Б. Биссони. Миссия апостолов. 1631. Капелла Святого Массимо Падуанского
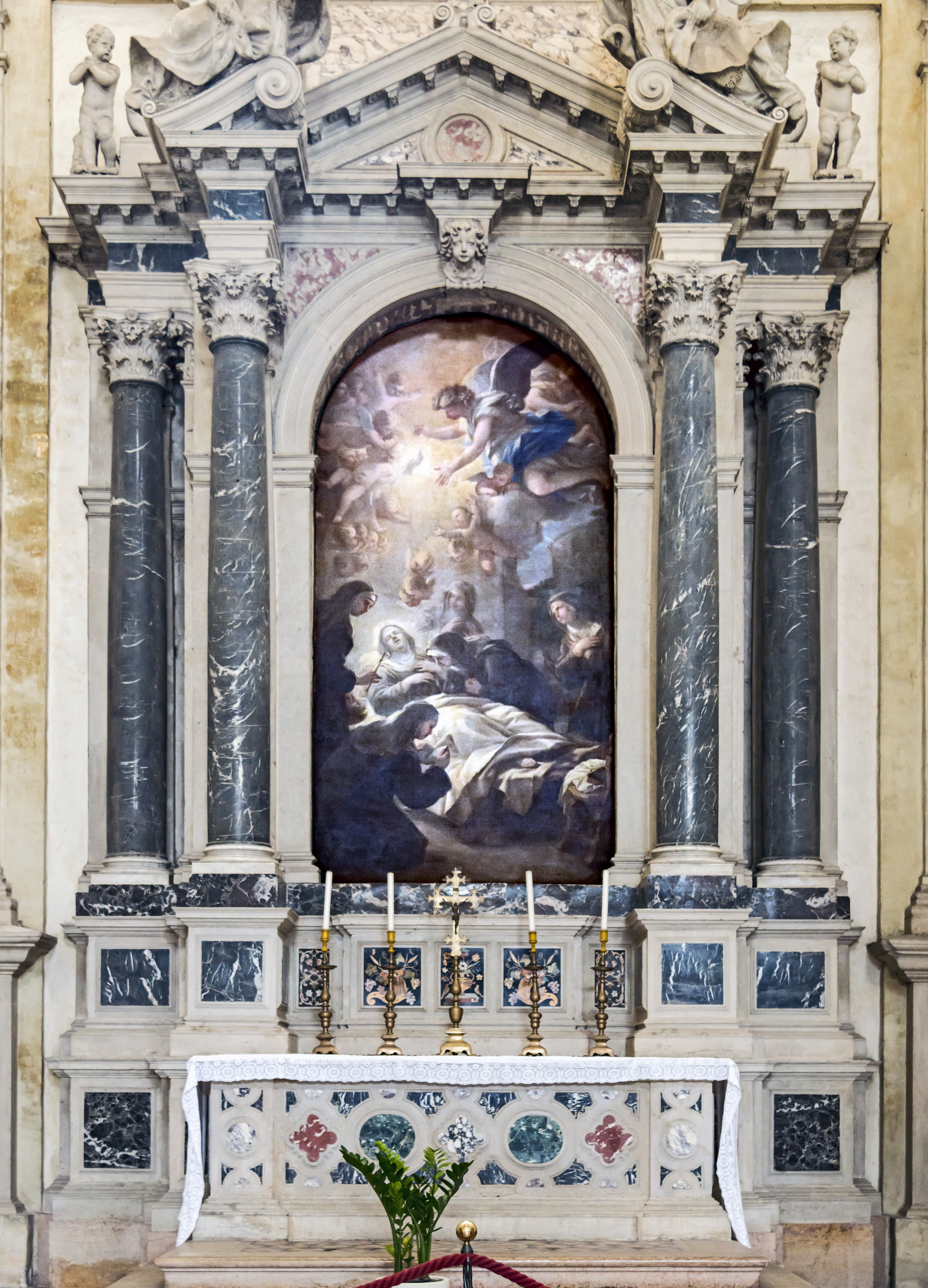
Л. Джордано. Смерть святой Схоластики. 1674. Капелла Санта-Схоластика
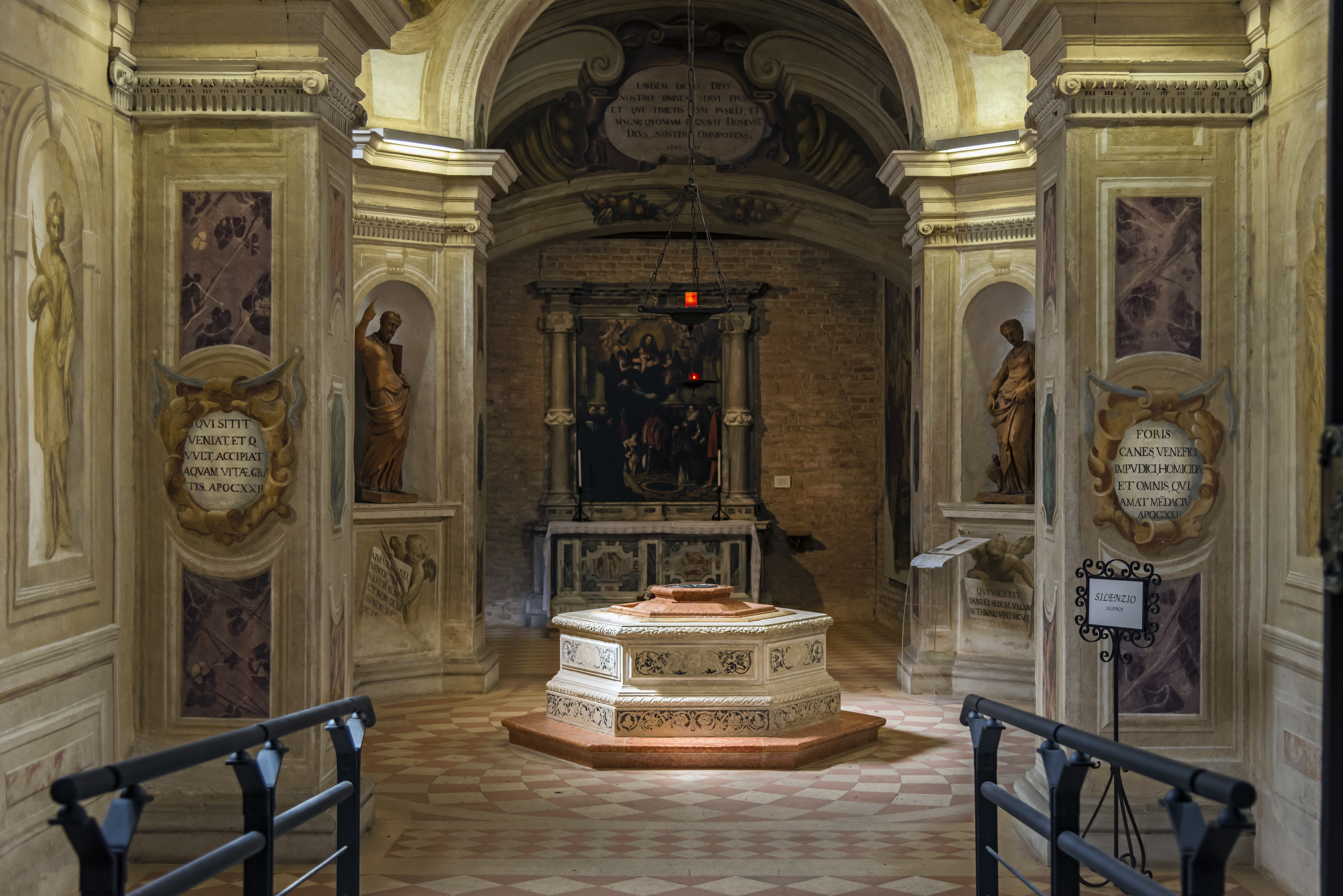
Коридор мучеников
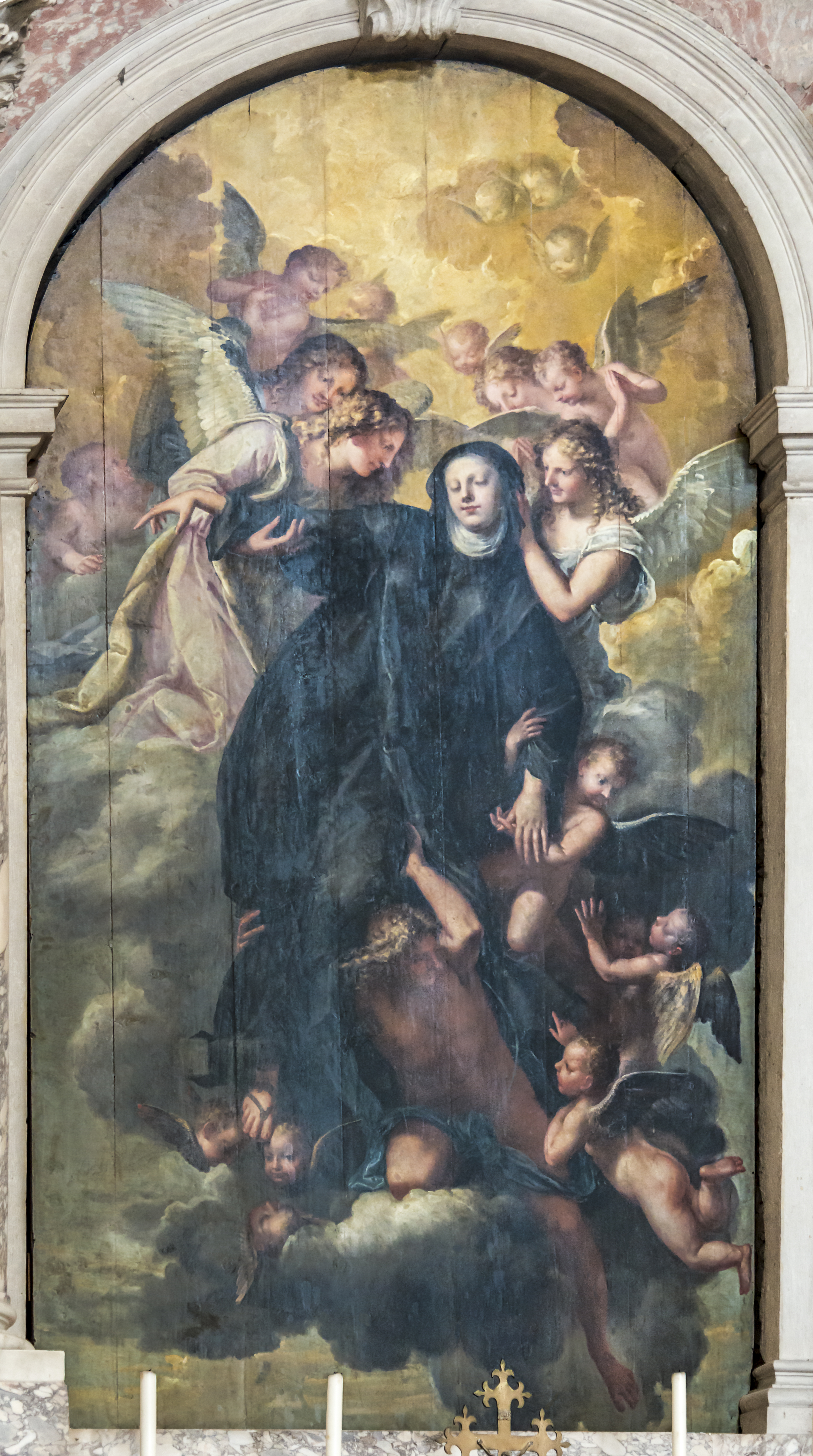
П. Либери. Экстаз Святой Иустины
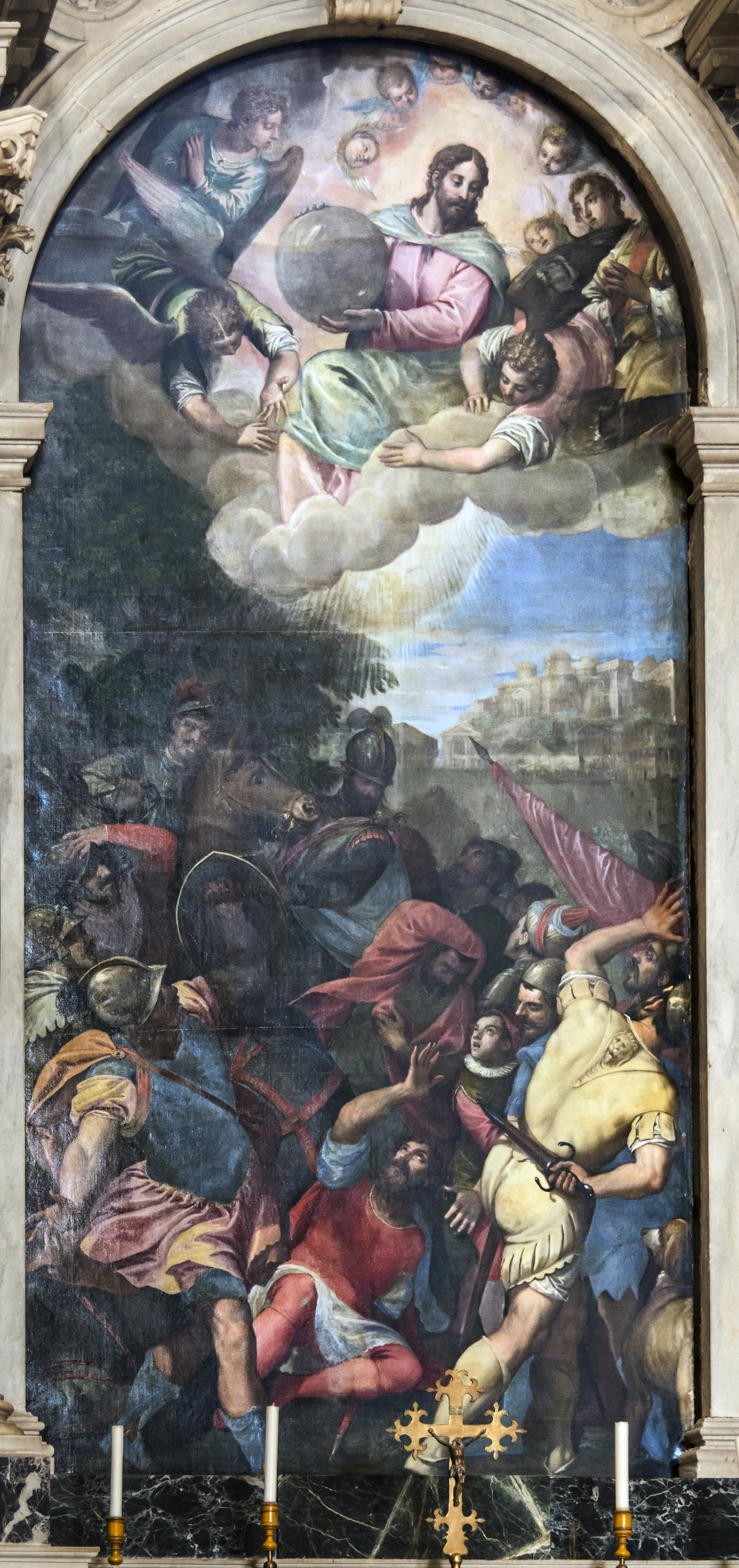
П. Веронезе (школа). Обращение Святого Павла